# Asplenium centrifugale
Asplenium centrifugale là một loài dương xỉ trong họ Aspleniaceae. Loài này được Baker mô tả khoa học đầu tiên năm 1889.
Danh pháp khoa học của loài này chưa được làm sáng tỏ. 